# Янов-Ростовский, Иван Иванович Темка
Князь Иван Иванович Янов-Ростовский по прозванию Тёмка (умер 8 сентября 1514) — московский воевода во времена правления Ивана III Васильевича и Василия III Ивановича. Происходил из княжеского рода Яновы-Ростовские, родоначальник князей Темкиных-Ростовских, сын князя Ивана-Яна Андреевича, внук Ростовского владетельного князя Андрея Александровича.

## Биография
В 1474 году произошла продажа великому князю Ивану III Васильевичу Борисоглебской стороны Ростова, и с этого года Иван Иванович Темка, хотя и рождённый удельным князем, перестал быть таковым и в источниках упоминается только, как воевода.
В 1495 году Иван Иванович Темка служил воеводой в Туле. В 1501 году воеводой передового полка в Новгороде. В 1502 году стоял на заставе против лифляндцев сперва в Ям-городе, а после в Корбосельской волости. В 1503 году был первым воеводой в Ивангороде; 13 сентября того же года неожиданно пришедших к сему городу лифляндцев разбил и многих пленил; 16 декабря вторично разбил лифляндцев на Ругодевском поле.
В 1508 году был первым воеводой сторожевого полка в походе из Вязьмы на помощь Дорогобужу. В 1514 году во время третьего государева к Смоленску похода был воеводою передового полка в Великих Луках, а по взятии Смоленска ходил из Великих Лук под Оршу первым воеводой того же полка; 8 сентября того же года был убит в битве с литовцами под Оршей на Днепре: «а место пришло тесно… и убиша из пушки воеводу в передовом полку князя Ивана Ивановича Темку Ростовского». Эти же дата и место смерти указаны в родословной книге из собрания М. А. Оболенского. При этом М. Г. Спиридов в своей родословной книге отмечает, что князь Иван Иванович Тёмка в 1515 году стоял на заставе против лифляндцев в Ям-городе, а в сентябре 1516 года послан воеводой Передового полка против поляков и литовцев, повторяя обстоятельства его смерти. Эту же дату смерти указывает А. Б. Лобанов-Ростовский в Русской родословной книге и П. Н. Петров в «Истории родов русского дворянства».
Его имя записано в синодик Успенского кремлёвского и Софийского новгородского соборов на вечное поминовение.

## Семья
От брака с неизвестной имел детей давших начало угасшему роду Темкиных-Ростовских.
- Князь Тёмкин-Ростовский Семён Иванович — умер бездетным, в монашестве Серапион.
- Князь Тёмкин-Ростовский Юрий Иванович — воевода и боярин, один из участников восстания московской черни против князей Глинских во время пожаров от поджога, испепелившей в июне 1547 года всю Москву.
- Князь Тёмкин-Ростовский Василий Иванович — боярин князя Владимира Андреевича Старицкого, казнён по приказу Ивана Грозного в 1572 году.
- Князь Тёмкин-Ростовский Григорий Иванович — воевода.